# Microplanus
Microplanus es un género de arañas araneomorfas de la familia Linyphiidae. Se encuentra en Colombia y Panamá.

## Lista de especies
Según The World Spider Catalog 12.0:
- Microplanus mollis Millidge, 1991
- Microplanus odin Miller, 2007